# Gephyroglanis
A Gephyroglanis a sugarasúszójú halak (Actinopterygii) osztályának harcsaalakúak (Siluriformes) rendjébe, ezen belül a Claroteidae családjába tartozó nem.

## Rendszerezés
A nembe az alábbi 3 faj tartozik:
- Gephyroglanis congicus Boulenger, 1899 - típusfaj
- Gephyroglanis gymnorhynchus Pappenheim, 1914
- Gephyroglanis habereri Steindachner, 1912